# Adison Montgomeri
Adison Adrijan Forbs Montogmeri, poznatija kao Adison Montgomeri je izmišljeni lik u serijama "Uvod u anatomiju" i "Privatna praksa", koji radi kao neonatalni hirurg, ginekolog i akušer. Tumači je Kejt Volš.

### Kratak pregled
Adison potiče iz bogate porodice. Njen brat je svetski poznat neurolog. Svog muža, Dereka Šeparda, upoznaje u medicinskoj školi. Živeli su u Njujorku, gde ga je prevarila sa njegovim najboljim drugom Markom Slounom, sa kojim je i zatrudnela i izvršila abortus. Derek se udaljava od nje i odlazi u Sijetl. Ona takođe odlazi tamo (gde se zapošljava u bolnici Sijetl Grejs) da bi pokušala da spase njihov odnos. U tome ne uspeva i nakon 11 godina braka se razvode. U nastavku serije Uvod u anatomiju flertuje sa Aleksom Karevom, ali se na tome i završava njihov odnos. 
Nakon svega ovoga odlučuje da se posveti veštačkoj oplodnji i odlazi u Los Anđeles, gde upoznaje prijateljicu Naomi Benet. Zapošljava se u Oušnsajd velnes centru i tako počinje serija Privatna praksa, u kojoj tumači glavnu ulogu. Tu unapređuje svoje hirurške sposobnosti i ima vezu sa još jednim od kolega, Pitom Vilderom. Zaposleni u bolnici je biraju za direktora. U drugoj sezoni prekida priajteljstvo sa Naomi.